# Samuel Cornut
Samuel Cornut, född 28 juni 1861 i Aigle, död 1 maj 1918 i Thonon-les-Bains, Frankrike, var en schweizisk författare.
Cornut gällde tillsammans med Édouard Rod som sin samtids mest betydande romanförfattare i franska Schweiz. I sina verk skildrar han främst livet i sin hembygd. Bland hans verk märks novellsamlingen La Vallombreuse (1892) samt romanerna Regards vers la montage (1895), Le testament de ma jeunesse (1902) och La chanson de Madeline (1906). Från 1880-talet var Cornut bosatt i Paris, som han skildrat i romanerna Miss (1896) och L'inquiet (1900).